# Cal Moro (Arenys de Munt)
Cal Moro és un edifici d'Arenys de Munt (Maresme) inclòs a l'Inventari del Patrimoni Arquitectònic de Catalunya.

## Descripció
Es tracta d'un habitatge unifamiliar de planta rectangular. Consta de planta baixa, pis i golfes. La coberta és a quatre vessants. Hi ha uns cossos afegits. S'accedeix a la casa per un portal d'arc de mig punt amb grans dovelles. A ambdós costats hi ha grans finestres baixes. Al primer pis hi ha balcons, mentre que a les golfes hi torna a haver finestres. Originàriament la casa era una masia que ha estat reformada per ser engrandida. Per rematar la façana hi ha un ràfec. Davant de la casa hi ha una era.

## Història
En una façana lateral hi ha una finestra amb llinda de pedra en la qual hi ha la data 1734. Pot ser del moment en què es va fer la reforma o bé la data de finalització de les obres.